# Dominic Matteo
Dominic Matteo (* 28. April 1974 in Dumfries, Schottland) ist ein ehemaliger schottischer Fußballspieler.

## Karriere
Der Linksfuß Matteo begann seine Karriere in der Jugend des FC Liverpool. Nach einigen Jahren in der ersten Mannschaft der Reds ging der linke Verteidiger, der zwischenzeitlich an Sunderland ausgeliehen war, 2000 zu Leeds United und ging anschließend zu den Blackburn Rovers. Im Januar 2007 wechselte Matteo zu Stoke City, wo er seine Karriere nach der Saison 2008/09 beendete.
Matteo spielte zwischen 2000 und 2002 sechs Mal im schottischen Fußballnationalteam.

## Erfolge
- 1 Mal englischer League-Cup-Sieger mit dem FC Liverpool 1995